# Theodore W. Richards
Theodore William Richards (Germantown, Pennsylvania, 1868. január 31. –          Cambridge, Massachusetts, 1928. április 2.) amerikai vegyész. 1914-ben első amerikaiként megkapta a kémiai Nobel-díjat számos kémiai elem pontos atomsúlyának megméréséért.

## Tanulmányai
Theodore W. Richards 1868. január 31-én született Philadelphia külvárosában, Germantownban, kvéker családban. Művészcsaládba született: apja, William Trost Richards tengertájképeiről ismert festő, anyja pedig az író és költő Anna Matlack Richards volt. Theodore az ötödik gyermekük (és harmadik fiuk) volt. Anyja úgy vélte, hogy az iskolák a legbutább tanulókhoz mérik a tananyagot, ezért saját maga oktatta gyerekeit, elemi és középszinten is. Hatévesen összebarátkozott a Harvard Egyetem kémiaprofesszorával, Josiah Parsons Cooke-kal, aki távcsővel megmutatta neki a Szaturnusz gyűrűit, és ez felkeltette Theodore-ban az érdeklődést a tudomány iránt. Tizennégy évesen beiratkozott a Haverford College-be és bár addigi formális oktatása a Pennsylvaniai Egyetem néhány kémiaelőadásának meghallgatására szorítkozott, évfolyamelsőként végzett. 1885-ben a Harvardon folytatta tanulmányait, hogy közvetlenül Cooke-tól tanulhasson. Bár ő volt az évfolyamon a legfiatalabb, kémiából a többiek előtt teljesített.

## Pályafutása
A Harvard diákjaként Richards azon dolgozott - Cooke felügyelete alatt -, hogy a vízben pontosan meghatározza a hidrogén és oxigén súlyarányát. Az arányt ő 1:15,96-nak mérte, amivel megcáfolta a Prout-hipotézist, miszerint minden elem atomsúlya a hidrogénének pontos sokszorosa. Kísérletei során megtanulta a gondos, alapos és türelmes laboratóriumi munkát, amelynek későbbi tevékenysége során nagy hasznát vette. 1888-ban megszerezte doktorátusát és kiváló disszertációja miatt ösztöndíjjal jutalmazták, aminek révén egy évet Németországban (Göttingenben, Lipcsében, Münchenben és Drezdában) töltött, ahol az egyetemeken fizikai kémiát tanult.
Miután 1889 őszén visszatért, a Harvard tanáraként folytatta pályafutását. Egyeteméhez végig hű maradt (bár 1907-ben egy évet Berlinben töltött vendégprofesszorként). Gyorsan lépkedett felfelé a ranglétrán, 1891-ben instruktor, 1894-ben docens, 1901-ben professzor lett (utóbbit idő előtt kapta, mert a Göttingeni Egyetem felajánlotta neki a fizikokémiai tanszék vezetését). 1903-1911 között ő volt a kémiai tanszék vezetője, majd a Wolcott Gibbs Laboratórium igazgatója 1912-től haláláig. 

## Munkássága

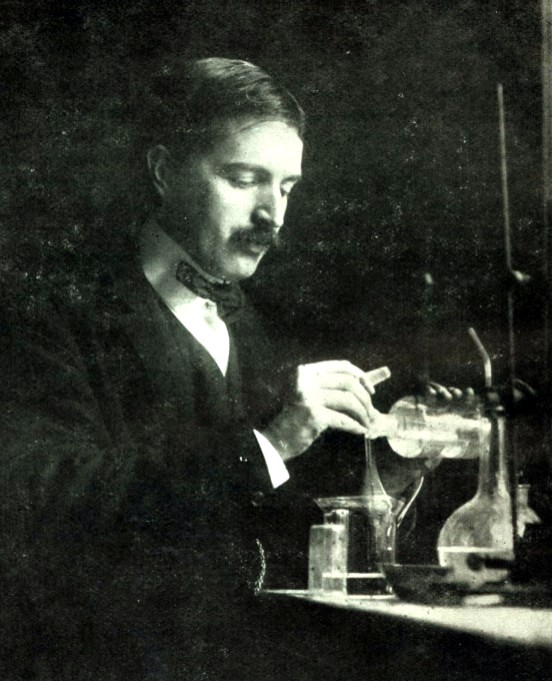
Theodore Richards a laboratóriumban

Richards munkássága elsősorban a különböző elemek atomtömegének minél pontosabb megmérésre irányult, majd 300 közleményének fele ezzel a kérdéssel foglalkozik. A víz hidrogén-oxigén arányának meghatározása után elsősorban fémekkel foglalkozott és igazolta, hogy bár a kobalt a periódusos rendszerben a nikkel előtt van, atomtömege meghaladja azét. Ezenkívül meghatározta a réz, vas és stroncium atomsúlyát is. Kidolgozott egy műszert, egy nefelométert, a minta nedvességtartalmának meghatározására. 1905-re rájött, hogy az addig etalonnak tekintett atomtömegek mérése során nem vették figyelembe a mérési módszer során használt ezüstsók oldékonyságát és az beszennyezte a mintákat. Alaposságára jellemző, hogy a túlium sóját 15 ezerszer kristályosította újra a kellően tiszta minta eléréshez. Számos elem (ezüst, nitrogén, klór, nátrium, kálium) súlyát újra meghatározta és a nemzetközi tudományos közösség az ő értékeit fogadta el valósnak. Richards tanítványai 30 további elem pontos súlyát mérték meg.
A radioaktivitás felfedezése után Richards megmérte az urán bomlása után visszamaradt ólom atomtömegét, és megállapította, hogy az különbözik a természetes ólométól, vagyis az elemeknek több különböző atomsúlyú változata létezhet. Eredményei igazolták Frederick Soddy 1913-as izotópelméletét.
Richardsnak ezenkívül jelentős eredményei voltak a termokémia és elektrokémia területén és kidolgozta a később hamisnak bizonyuló elméletét az összenyomható atomokról.  

## Díjai
Theodore W. Richards 1914-ben - első amerikaiként - kémiai Nobel-díjat kapott az elemek atomtömegének pontos meghatározásáért. Ezenkívül megkapta a Royal Society Davy-érmét (1910), a Kémiai Társaság Faraday-érmét (1911), az Amerikai Kémiai Társulat Willard Gibbs-érmét (1912) és számos tudományos társaság tiszteletbeli vagy tényleges tagja volt. 

## Családja
Richards 1896-ban vette feleségül Miriam Stuart Thayert, egy harvardi teológusprofesszor lányát. Három gyermekük született: Grace Thayer, William Theodore (kémiaprofesszor, 1940-ben öngyilkos lett) és Greenough Thayer Richards (építész).
Theodore W. Richards 1928. április 2-án halt meg a massachusettsi Cambridge-ben, 60 éves korában.